# Forskudt barre
Forskudt barre er en øvelse i redskabsgymnastik for kvinder.
Redskabet forskudt barre består af to stænger i et stativophæng med ståltrådsforankring, hvor den ene barre er 80 cm (+/- 3 cm) højere/lavere end den anden. Den nederste barre er placeret 1,65 m over gulvet (+/- 3 cm), og den øverste barre er placeret 2,45 m over gulvet (+/- 3 cm). Højdeforskellen mellem de to barrer skal være på 80 cm (+/- 3 cm). Afstanden mellem den nederste og øverste barre skal være mellem 100 og 160 cm. Der må anvendes én springtrampolin til indledende afsæt på øvelsen (F.I.G. regler). Øvelser i den forskudte barre indeholder bl.a. sving, skruer og saltoer, og gymnasten udnytter i øvelsen højdeforskellen mellem de to stænger.
Øvelserne bedømmes efter den nye pointskala, hvor den højeste karakter efter de nye regler i teorien er 20 point.